# Saybuscher Beskiden
Die Saybuscher Beskiden (polnisch Beskid Żywiecki) sind ein Gebirgszug der Westbeskiden in Polen.

## Geographie
Die Saybuscher Beskiden erstrecken sich südwestlich der Stadt Żywiec im Grenzgebiet zwischen Polen und Slowakei. Die angrenzenden Gebirge an der slowakischen Seite sind Kysucké Beskydy (Kischützer Beskiden) und Oravské Beskydy.
Nach Nordwesten gehen die Saybuscher Beskiden in die Kotlina Żywiecka (Saybuscher Becken) und im Norden in die Beskid Mały (Kleine Beskiden) und Beskid Makowski (Mittelbeskiden) über. Im Westen bildet der Przełęcz Zwardońska (Zwardońer Pass) neben Zwardoń die Abgrenzung zu den Schlesischen Beskiden.
Höchste Erhebungen sind:
1. Babia Góra / Diablak (1725 m n.p.m.).
2. Gówniak (1617 m n.p.m.)
3. Pilsko (1557 m n.p.m.)

Andere wichtige Erhebungen: Mała Babia Góra/Cyl (1515 m n.p.m.), Polica (1369 m n.p.m.), Sokolica (1367 m n.p.m.), Romanka (1366 m n.p.m.), Lipowski Wierch (1324 m n.p.m.), Wielka Racza (1236 m n.p.m.), Wielka Rycerzowa (1226 m n.p.m.).
Die Saybuscher Beskiden lassen sich in die folgenden Gebirgskämme unterteilen:
- Westlicher Teil zwischen Zwardońer Pass und Głuchaczki Pass:
  - Wielka Racza-Gruppe (Grupa Wielkiej Raczy), auch Racza-Sack (Worek Raczański) genannt
  - Nest der Pilsko, Romanka und Lipowski Wierch (Gniazdo Pilska, Romanki i Lipowskiego Wierchu)
- Östlicher Teil:
  - Babia Góra-Kamm (Pasmo Babiogórskie), mit Polica-Kamm
  - Orawa-Podhale-Kamm (Pasmo Orawsko-Podhalańskie)

## Schutzgebiete
1954 wurde der Nationalpark Babia Góra gegründet.
Der Saybusche Landschaftsschutzpark wurde im Jahre 1986 gegründet und hat eine Fläche von 358,70 km².